# Янг, Джош
Джошуа Райн Янг (англ. Joshua Ryne Jung; 12 февраля 1998, Сан-Антонио, Техас) — американский бейсболист, игрок третьей базы клуба Главной лиги бейсбола «Техас Рейнджерс». На студенческом уровне играл за команду Техасского технологического университета. На драфте Главной лиги бейсбола 2019 года был выбран в первом раунде под общим восьмым номером.

## Биография
Джош Янг родился 12 февраля 1998 года в Сан-Антонио. Старший из двух сыновей в семье, его младший брат Джейс также профессиональный бейсболист. Учился в старшей школе имени Дугласа Макартура, играл в американский футбол, четыре сезона выступал за школьную бейсбольную команду. Трижды включался в сборную звёзд штата. После окончания школы на драфте Главной лиги бейсбола он выбран не был, после чего поступил в Техасский технологический университет.

### Любительская карьера
В 2017 году Янг дебютировал в бейсбольном турнире NCAA, сыграл в стартовом составе команды во всех 62 матчах сезона. Его показатель отбивания составил 30,6 %, он набрал 43 RBI. По итогам турнира голосованием тренеров его признали лучшим новичком конференции Big 12. В 2018 году Янг провёл 65 игр с эффективностью на бите 39,2 %. Этот результат стал десятым в истории университета, по ходу сезона он выбил шестой в истории команды сайкл. Он также стал первым с 1998 года игроком «Техас Тек Ред Рэйдерс», выбившим сто хитов за сезон. Команда вышла в студенческую Мировую серию, где выбыла во втором раунде, Янг в играх плей-офф отбивал с результатом 42,9 %. После окончания турнира его пригласили на сборы студенческой сборной США.
В сезоне 2019 года он принял участие в 64 матчах, выходя на поле на третьей базе и на позиции шортстопа. Янг стал лучшим в команде по количеству выбитых даблов, заработанных ранов и уоков. Благодаря его игре команда заняла третье место в Мировой серии. Его включили в сборную звёзд NCAA по шести различным версиям, а также признали лучшим игроком года в конференции. Летом 2019 года он был выбран клубом «Техас Рейнджерс» на драфте Главной лиги бейсбола в первом раунде под общим восьмым номером. До него в первом раунде драфта был выбран всего один представитель университета — Доналд Харрис в 1998 году. Сайт D1Baseball признал Янга лучшим игроком Big 12 по итогам десятилетия.

### Профессиональная карьера
После драфта Янг подписал с «Рейнджерс» контракт, получив бонус в размере 4,4 млн долларов. Дебютировав в профессиональном бейсболе, первый сезон он завершил на уровне A-лиги в составе «Хикори Кроудэдс». В марте 2020 года официальный сайт Главной лиги бейсбола поставил его на первое место в рейтинге лучших молодых игроков клуба. Сезон младших лиг в 2020 году был отменён из-за пандемии COVID-19 и Янг не принимал участия в официальных матчах в течение года, но весной 2021 года был приглашён на сборы с основным составом «Рейнджерс» для подготовки к переходу на уровень AAA-лиги. По ходу сезона он выступал за команды «Фриско Рафрайдерс» и «Раунд-Рок Экспресс», отбивая с показателем 36,2 %. В январе 2022 года во время занятий в тренажёрном зале Янг получил травму плеча, потребовавшую операции и длительной реабилитации.
В июле 2022 года он вернулся на поле и был направлен в состав «Раунд-Рок Экспресс», где сыграл в 31 матче с показателем отбивания 26,6 % и выбил девять хоум-ранов. В сентябре Янг дебютировал в составе «Рейнджерс» в Главной лиге бейсбола. До конца регулярного чемпионата он принял участие в 26 играх с атакующей эффективностью 20,4 %.